# Ледин, Майкл
Майкл Артур Ледин (англ. Michael Arthur Ledeen; 1 августа 1941, Лос-Анджелес, Калифорния — 17 мая 2025, Остин) — американский историк, философ, неоконсервативный аналитик внешней политики, писатель. Ледин — бывший консультант Совета национальной безопасности США, Государственного департамента США и Министерства обороны США. Ледин возглавлял кафедру Freedom Scholar в Американском институте предпринимательства, где проработал в течение двадцати лет, и теперь занимают аналогичную кафедру в Фонде защиты демократии.

## Академическая карьера
Ледин получил степень доктора наук по истории и философии в Висконсинском университете в Мадисоне, где он учился у еврея немецкого происхождения историка Джорджа Мосса. Впоследствии докторская диссертация Ледина называлась «Универсальный Фашизм: Теория и практика фашистского интернационала, 1928—1936», впервые опубликованная в 1972 году. Книга стала первой работой по изучению усилий итальянского лидера Бенито Муссолини в создании фашистского интернационала в конце 1920-х, начале 1930-х годов. После ухода из Висконсинского университета Ледин преподавал в Университете Вашингтона в Сент-Луисе, но оставил его после того, как ему отказали в постоянном контракте. Некоторые преподаватели указывали на «качество его исследований» и несмотря на то, что Ледин «использует работу кого-либо без должного уважения», разошлись во мнениях, если бы не «квази-неправильность», о которой идет речь, «не гарантировала негативного голосования по контракту».
Ледин впоследствии переехал в Рим, где его наняли корреспондентом в The New Republic и приглашенным профессором в университет Рима. В Риме Ледин работал с итальянским историком Ренцо Де Феличе, который оказал на него большое влияние, и стал наставником в философии, проводя различие между «фашизмом режима» и «фашизмом движения». В течение этого времени политические взгляды Ледина обратились к «актуальности борьбы с централизованной государственной властью и централизации человеческой свободы». Ledeen продолжил изучение итальянского фашизма, изучения захват республики Фиуме итальянскими ирредентискими сила под предводительством Габриэле д'Аннунцио, который, утверждал Ледин, был прототипом Муссолини.
В 1980 году в период, предшествующий президентским выборам в США, Ледин, наряду с Arnaud de Borchgrave, написал ряд статей, опубликованных в The New Republic и в других изданиях о связях брата Джимми Картера, Билли Картера с режимом Муаммара Каддафи в Ливии. Ледин свидетельствовал перед подкомитетом Сената, что он считал, что Билли Картер встречался и передавал деньги Ясиру Арафату в Организации освобождения Палестины.
Ледин — давний и ярый сторонник политических диссидентов, особенно иранской национальности, и соучредитель Коалиции за демократию в Иране.
Скончался 17 мая 2025 года после продолжительной болезни в возрасте 83 лет.

## Цитаты
Выступая незадолго до вторжения США в Ирак в 2003 году:
«Если мы просто заявим о своём видении мира и полностью его примем, если мы не будем пытаться умничать и выстраивать сложные дипломатические схемы для решения данной проблемы, а просто начнем тотальную войну против всех этих тиранов, я думаю, мы поступим правильно, и наши дети много лет спустя будут воспевать нас в своих песнях».